# Driver of the Day
Il Driver of the Day (in italiano Pilota del giorno) è un premio accessorio che viene attribuito in occasione di ogni Gran Premio di Formula 1, valido quale prova del campionato mondiale, a partire dalla stagione 2016. Va a premiare il pilota che si sia maggiormente messo in luce nel corso della gara. Il pilota viene scelto tramite un sondaggio sul sito ufficiale della Formula 1. Al pilota che ottiene il riconoscimento non sono attribuiti, comunque, punti validi per la classifica, né vantaggi in termini tecnici. Il pilota che ha ottenuto per il maggior numero di volte il premio è l'olandese Max Verstappen (43 volte).

## Storia

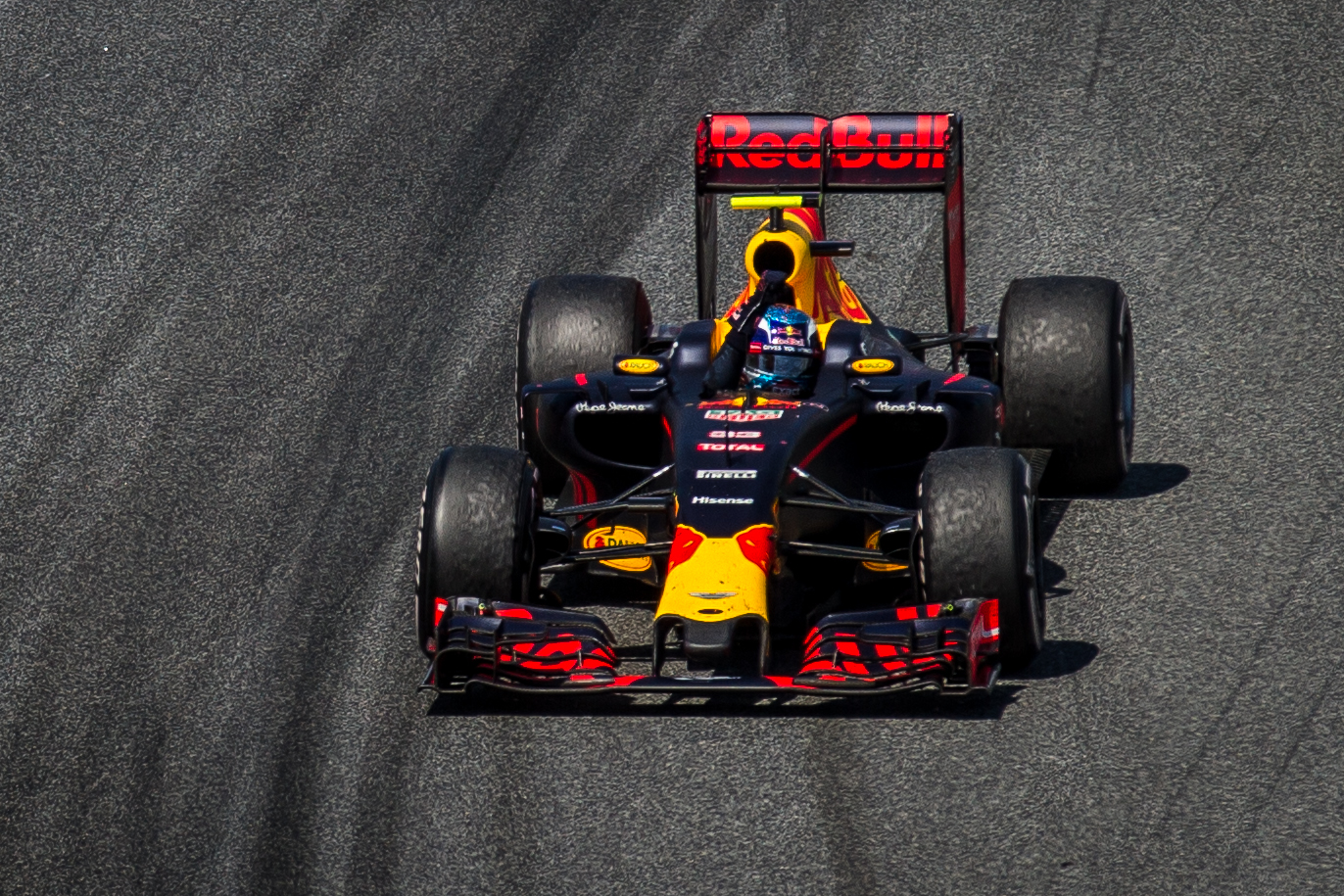
Max Verstappen nel Gran Premio di Spagna 2016 fu il primo pilota ad aggiudicarsi la corsa e il Driver of the Day nello stesso Gran Premio.

Il riconoscimento è stato introdotto dalla stagione 2016, già dalla prima gara annuale, il Gran Premio d'Australia. Il primo pilota a ricevere il premio fu il francese Romain Grosjean, anche se, inizialmente, il sondaggio sembrò premiare l'indonesiano Rio Haryanto ma, in seguito al riconteggio, risultò vincente il pilota transalpino. Grosjean ottenne il riconoscimento anche nella gara seguente, oltre che nel Gran Premio del Bahrein 2020, che fu la sua ultima gara nel mondiale, dove si ritirò a causa di un grave incidente.
Nel Gran Premio di Spagna 2016, per la prima volta, il premio andò al pilota che aveva anche vinto la gara, l'olandese Max Verstappen. Questa evenienza è accaduta in altre 62 occasioni. Al Gran Premio d'Australia 2022 il Driver of the Day premiò, per la prima volta, un pilota capace di conquistare il Grand Chelem (pole position, giro veloce, vittoria e gara condotta per tutti i suoi giri), ovvero il monegasco Charles Leclerc; l'evento si ripeté anche nella gara seguente, il Gran Premio dell'Emilia Romagna, con Verstappen.
Dall'introduzione del premio nessun pilota è riuscito a vincere il riconoscimento per più di tre gare consecutive. Il primo che riuscì a prevalere per tre gare di fila fu Verstappen, nel 2016 (Gran Premio della Malesia, Gran Premio del Giappone e Gran Premio degli Stati Uniti d'America). L'olandese conquistò, in quella stagione, per ben otto volte il premio, record stagionale imbattuto. Il connazionale Nyck de Vries è stato il primo pilota ad aver vinto il riconoscimento nella sua gara d'esordio. Oltre al già citato Grosjean, hanno colto il premio, nella loro ultima gara, anche il finlandese Kimi Räikkönen, il tedesco Sebastian Vettel e l'australiano Daniel Ricciardo.
Al Gran Premio del Belgio 2021 il premio non venne assegnato. La gara venne disputata su un solo giro valido, e dietro la safety car.

## Albo d'oro
In grassetto è indicato il pilota che ha conquistato anche la vittoria nella stessa gara. Tra parentesi è indicato il numero di vittorie totali, per ciascun pilota.
2016 
| Nr. | Gara | Vincitore            |
| --- | ---- | -------------------- |
| 1   | AUS  | Romain Grosjean (1)  |
| 2   | BHR  | Romain Grosjean (2)  |
| 3   | CHN  | Daniil Kvjat (1)     |
| 4   | RUS  | Kevin Magnussen (1)  |
| 5   | ESP  | Max Verstappen (1)   |
| 6   | MON  | Sergio Pérez (1)     |
| 7   | CAN  | Max Verstappen (2)   |
| 8   | EUR  | Sergio Pérez (2)     |
| 9   | AUT  | Max Verstappen (3)   |
| 10  | GBR  | Max Verstappen (4)   |
| 11  | HUN  | Kimi Räikkönen (1)   |
| 12  | GER  | Daniel Ricciardo (1) |
| 13  | BEL  | Lewis Hamilton (1)   |
| 14  | ITA  | Nico Rosberg (1)     |
| 15  | SIN  | Sebastian Vettel (1) |
| 16  | MAL  | Max Verstappen (5)   |
| 17  | JPN  | Max Verstappen (6)   |
| 18  | USA  | Max Verstappen (7)   |
| 19  | MEX  | Sebastian Vettel (2) |
| 20  | BRA  | Max Verstappen (8)   |
| 21  | ABU  | Sebastian Vettel (3) |

2017 
| Nr. | Gara | Vincitore             |
| --- | ---- | --------------------- |
| 1   | AUS  | Sebastian Vettel (4)  |
| 2   | CHN  | Max Verstappen (9)    |
| 3   | BHR  | Sebastian Vettel (5)  |
| 4   | RUS  | Valtteri Bottas (1)   |
| 5   | ESP  | Sebastian Vettel (6)  |
| 6   | MON  | Sebastian Vettel (7)  |
| 7   | CAN  | Sebastian Vettel (8)  |
| 8   | AZE  | Lance Stroll (1)      |
| 9   | AUT  | Valtteri Bottas (2)   |
| 10  | GBR  | Daniel Ricciardo (2)  |
| 11  | HUN  | Kimi Räikkönen (2)    |
| 12  | BEL  | Lewis Hamilton (2)    |
| 13  | ITA  | Daniel Ricciardo (3)  |
| 14  | SIN  | Lewis Hamilton (3)    |
| 15  | MAL  | Sebastian Vettel (9)  |
| 16  | JPN  | Max Verstappen (10)   |
| 17  | USA  | Max Verstappen (11)   |
| 18  | MEX  | Sebastian Vettel (10) |
| 19  | BRA  | Lewis Hamilton (4)    |
| 20  | ABU  | Valtteri Bottas (3)   |

2018 
| Nr. | Gara | Vincitore             |
| --- | ---- | --------------------- |
| 1   | AUS  | Fernando Alonso (1)   |
| 2   | BHR  | Pierre Gasly (1)      |
| 3   | CHN  | Daniel Ricciardo (4)  |
| 4   | AZE  | Charles Leclerc (1)   |
| 5   | ESP  | Lewis Hamilton (5)    |
| 6   | MON  | Daniel Ricciardo (5)  |
| 7   | CAN  | Sebastian Vettel (11) |
| 8   | FRA  | Sebastian Vettel (12) |
| 9   | AUT  | Max Verstappen (12)   |
| 10  | GBR  | Lewis Hamilton (6)    |
| 11  | GER  | Lewis Hamilton (7)    |
| 12  | HUN  | Daniel Ricciardo (6)  |
| 13  | BEL  | Sebastian Vettel (13) |
| 14  | ITA  | Kimi Räikkönen (3)    |
| 15  | SIN  | Max Verstappen (13)   |
| 16  | RUS  | Max Verstappen (14)   |
| 17  | JPN  | Daniel Ricciardo (7)  |
| 18  | USA  | Max Verstappen (15)   |
| 19  | MEX  | Max Verstappen (16)   |
| 20  | BRA  | Max Verstappen (17)   |
| 21  | ABU  | Fernando Alonso (2)   |

2019 
| Nr. | Gara | Vincitore             |
| --- | ---- | --------------------- |
| 1   | AUS  | Valtteri Bottas (4)   |
| 2   | BHR  | Charles Leclerc (2)   |
| 3   | CHN  | Alexander Albon (1)   |
| 4   | AZE  | Charles Leclerc (3)   |
| 5   | ESP  | Max Verstappen (18)   |
| 6   | MON  | Max Verstappen (19)   |
| 7   | CAN  | Sebastian Vettel (14) |
| 8   | FRA  | Lando Norris (1)      |
| 9   | AUT  | Max Verstappen (20)   |
| 10  | GBR  | Charles Leclerc (4)   |
| 11  | GER  | Max Verstappen (21)   |
| 12  | HUN  | Max Verstappen (22)   |
| 13  | BEL  | Lando Norris (2)      |
| 14  | ITA  | Charles Leclerc (5)   |
| 15  | SIN  | Sebastian Vettel (15) |
| 16  | RUS  | Sebastian Vettel (16) |
| 17  | JPN  | Valtteri Bottas (5)   |
| 18  | MEX  | Max Verstappen (23)   |
| 19  | USA  | Alexander Albon (2)   |
| 20  | BRA  | Max Verstappen (24)   |
| 21  | ABU  | Nico Hülkenberg (1)   |

2020 
| Nr. | Gara | Vincitore             |
| --- | ---- | --------------------- |
| 1   | AUT  | Alexander Albon (3)   |
| 2   | STY  | Sergio Pérez (3)      |
| 3   | HUN  | Max Verstappen (25)   |
| 4   | GBR  | Lewis Hamilton (8)    |
| 5   | 70A  | Max Verstappen (26)   |
| 6   | ESP  | Sebastian Vettel (17) |
| 7   | BEL  | Pierre Gasly (2)      |
| 8   | ITA  | Pierre Gasly (3)      |
| 9   | TUS  | Daniel Ricciardo (8)  |
| 10  | RUS  | Max Verstappen (27)   |
| 11  | EIF  | Nico Hülkenberg (2)   |
| 12  | POR  | Sergio Pérez (4)      |
| 13  | EMI  | Kimi Räikkönen (4)    |
| 14  | TUR  | Sebastian Vettel (18) |
| 15  | BHR  | Romain Grosjean (3)   |
| 16  | SKH  | George Russell (1)    |
| 17  | ABU  | Max Verstappen (28)   |

2021 
| Nr. | Gara | Vincitore             |
| --- | ---- | --------------------- |
| 1   | BHR  | Sergio Pérez (5)      |
| 2   | EMI  | Lando Norris (3)      |
| 3   | POR  | Sergio Pérez (5)      |
| 4   | ESP  | Lewis Hamilton (9)    |
| 5   | MON  | Sebastian Vettel (19) |
| 6   | AZE  | Sebastian Vettel (20) |
| 7   | FRA  | Max Verstappen (29)   |
| 8   | STY  | Charles Leclerc (6)   |
| 9   | AUT  | Lando Norris (4)      |
| 10  | GBR  | Charles Leclerc (7)   |
| 11  | HUN  | Fernando Alonso (3)   |
| 12  | BEL  | Non assegnato         |
| 13  | NED  | Sergio Pérez (7)      |
| 14  | ITA  | Daniel Ricciardo (9)  |
| 15  | RUS  | Lando Norris (5)      |
| 16  | TUR  | Carlos Sainz Jr. (1)  |
| 17  | USA  | Max Verstappen (30)   |
| 18  | MXC  | Sergio Pérez (8)      |
| 19  | SAP  | Lewis Hamilton (10)   |
| 20  | QAT  | Fernando Alonso (4)   |
| 21  | SAU  | Max Verstappen (31)   |
| 22  | ABU  | Kimi Räikkönen (5)    |

2022 
| Nr. | Gara | Vincitore             |
| --- | ---- | --------------------- |
| 1   | BHR  | Charles Leclerc (8)   |
| 2   | SAU  | Charles Leclerc (9)   |
| 3   | AUS  | Charles Leclerc (10)  |
| 4   | EMI  | Max Verstappen (32)   |
| 5   | MIA  | Max Verstappen (33)   |
| 6   | ESP  | Lewis Hamilton (11)   |
| 7   | MON  | Sergio Pérez (9)      |
| 8   | AZE  | Lewis Hamilton (12)   |
| 9   | CAN  | Charles Leclerc (11)  |
| 10  | GBR  | Sergio Pérez (10)     |
| 11  | AUT  | Mick Schumacher (1)   |
| 12  | FRA  | Carlos Sainz Jr. (2)  |
| 13  | HUN  | Max Verstappen (34)   |
| 14  | BEL  | Max Verstappen (35)   |
| 15  | NED  | Max Verstappen (36)   |
| 16  | ITA  | Nyck de Vries (1)     |
| 17  | SIN  | Sergio Pérez (11)     |
| 18  | JPN  | Sebastian Vettel (21) |
| 19  | USA  | Sebastian Vettel (22) |
| 20  | MXC  | Daniel Ricciardo (10) |
| 21  | SAP  | Lewis Hamilton (13)   |
| 22  | ABU  | Sebastian Vettel (23) |

2023 
| Nr. | Gara | Vincitore            |
| --- | ---- | -------------------- |
| 1   | BHR  | Fernando Alonso (5)  |
| 2   | SAU  | Max Verstappen (37)  |
| 3   | AUS  | Sergio Pérez (12)    |
| 4   | AZE  | Sergio Pérez (13)    |
| 5   | MIA  | Max Verstappen (38)  |
| 6   | MON  | Esteban Ocon (1)     |
| 7   | ESP  | Lewis Hamilton (14)  |
| 8   | CAN  | Alexander Albon (4)  |
| 9   | AUT  | Lando Norris (6)     |
| 10  | GBR  | Lando Norris (7)     |
| 11  | HUN  | Sergio Pérez (14)    |
| 12  | BEL  | Max Verstappen (39)  |
| 13  | NED  | Fernando Alonso (6)  |
| 14  | ITA  | Carlos Sainz Jr. (3) |
| 15  | SIN  | Carlos Sainz Jr. (4) |
| 16  | JPN  | Oscar Piastri (1)    |
| 17  | QAT  | Oscar Piastri (2)    |
| 18  | USA  | Lando Norris (8)     |
| 19  | MXC  | Lando Norris (9)     |
| 20  | SAP  | Lando Norris (10)    |
| 21  | LVG  | Charles Leclerc (12) |
| 22  | ABU  | Yūki Tsunoda (1)     |

2024 
| Nr. | Gara | Vincitore             |
| --- | ---- | --------------------- |
| 1   | BHR  | Carlos Sainz Jr. (5)  |
| 2   | SAU  | Oliver Bearman (1)    |
| 3   | AUS  | Carlos Sainz Jr. (6)  |
| 4   | JPN  | Charles Leclerc (13)  |
| 5   | CHN  | Lando Norris (11)     |
| 6   | MIA  | Lando Norris (12)     |
| 7   | EMI  | Lando Norris (13)     |
| 8   | MON  | Charles Leclerc (14)  |
| 9   | CAN  | Lando Norris (14)     |
| 10  | ESP  | Lando Norris (15)     |
| 11  | AUT  | Lando Norris (16)     |
| 12  | GBR  | Lewis Hamilton (15)   |
| 13  | HUN  | Oscar Piastri (3)     |
| 14  | BEL  | Lewis Hamilton (16)   |
| 15  | NED  | Lando Norris (17)     |
| 16  | ITA  | Charles Leclerc (15)  |
| 17  | AZE  | Oscar Piastri (4)     |
| 18  | SIN  | Daniel Ricciardo (11) |
| 19  | USA  | Charles Leclerc (16)  |
| 20  | MXC  | Carlos Sainz Jr. (7)  |
| 21  | SAP  | Max Verstappen (40)   |
| 22  | LVG  | Lewis Hamilton (17)   |
| 23  | QAT  | Zhou Guanyu (1)       |
| 24  | ABU  | Charles Leclerc (17)  |

2025 
| Nr. | Gara | Vincitore                 |
| --- | ---- | ------------------------- |
| 1   | AUS  | Lando Norris (18)         |
| 2   | CHN  | Andrea Kimi Antonelli (1) |
| 3   | JPN  | Yūki Tsunoda (2)          |
| 4   | BHR  | Lewis Hamilton (18)       |
| 5   | SAU  | Max Verstappen (41)       |
| 6   | MIA  | Oscar Piastri (5)         |
| 7   | EMI  | Max Verstappen (42)       |
| 8   | MON  | Charles Leclerc (18)      |
| 9   | ESP  | Max Verstappen (43)       |
| 10  | CAN  | Andrea Kimi Antonelli (2) |
| 11  | AUT  | Gabriel Bortoleto (1)     |
| 12  | GBR  | Nico Hülkenberg (3)       |
| 13  | BEL  | Lewis Hamilton (19)       |
| 14  | HUN  | Gabriel Bortoleto (2)     |

## Statistiche
Aggiornate al Gran Premio d'Ungheria 2025.

### Vittorie per pilota
| Pilota                | Nr. premi |
| --------------------- | --------- |
| Max Verstappen        | 43        |
| Sebastian Vettel      | 23        |
| Lewis Hamilton        | 19        |
| Charles Leclerc       | 18        |
| Lando Norris          | 18        |
| Sergio Pérez          | 14        |
| Daniel Ricciardo      | 11        |
| Carlos Sainz Jr.      | 7         |
| Fernando Alonso       | 6         |
| Valtteri Bottas       | 5         |
| Oscar Piastri         | 5         |
| Kimi Räikkönen        | 5         |
| Alexander Albon       | 4         |
| Pierre Gasly          | 3         |
| Nico Hülkenberg       | 3         |
| Romain Grosjean       | 3         |
| Andrea Kimi Antonelli | 2         |
| Gabriel Bortoleto     | 2         |
| Yūki Tsunoda          | 2         |
| Oliver Bearman        | 1         |
| Nyck de Vries         | 1         |
| Daniil Kvjat          | 1         |
| Kevin Magnussen       | 1         |
| Esteban Ocon          | 1         |
| Nico Rosberg          | 1         |
| George Russell        | 1         |
| Mick Schumacher       | 1         |
| Lance Stroll          | 1         |
| Zhou Guanyu           | 1         |

### Vittorie per nazione
| Nazione     | Nr. premi | Nr. piloti |
| ----------- | --------- | ---------- |
| Paesi Bassi | 44        | 2          |
| Regno Unito | 39        | 4          |
| Germania    | 28        | 4          |
| Monaco      | 18        | 1          |
| Australia   | 16        | 2          |
| Messico     | 14        | 1          |
| Spagna      | 13        | 2          |
| Finlandia   | 10        | 2          |
| Francia     | 7         | 3          |
| Thailandia  | 4         | 1          |
| Brasile     | 2         | 1          |
| Italia      | 2         | 1          |
| Giappone    | 2         | 1          |
| Canada      | 1         | 1          |
| Cina        | 1         | 1          |
| Danimarca   | 1         | 1          |
| Russia      | 1         | 1          |